# 亞特蘭大都會區

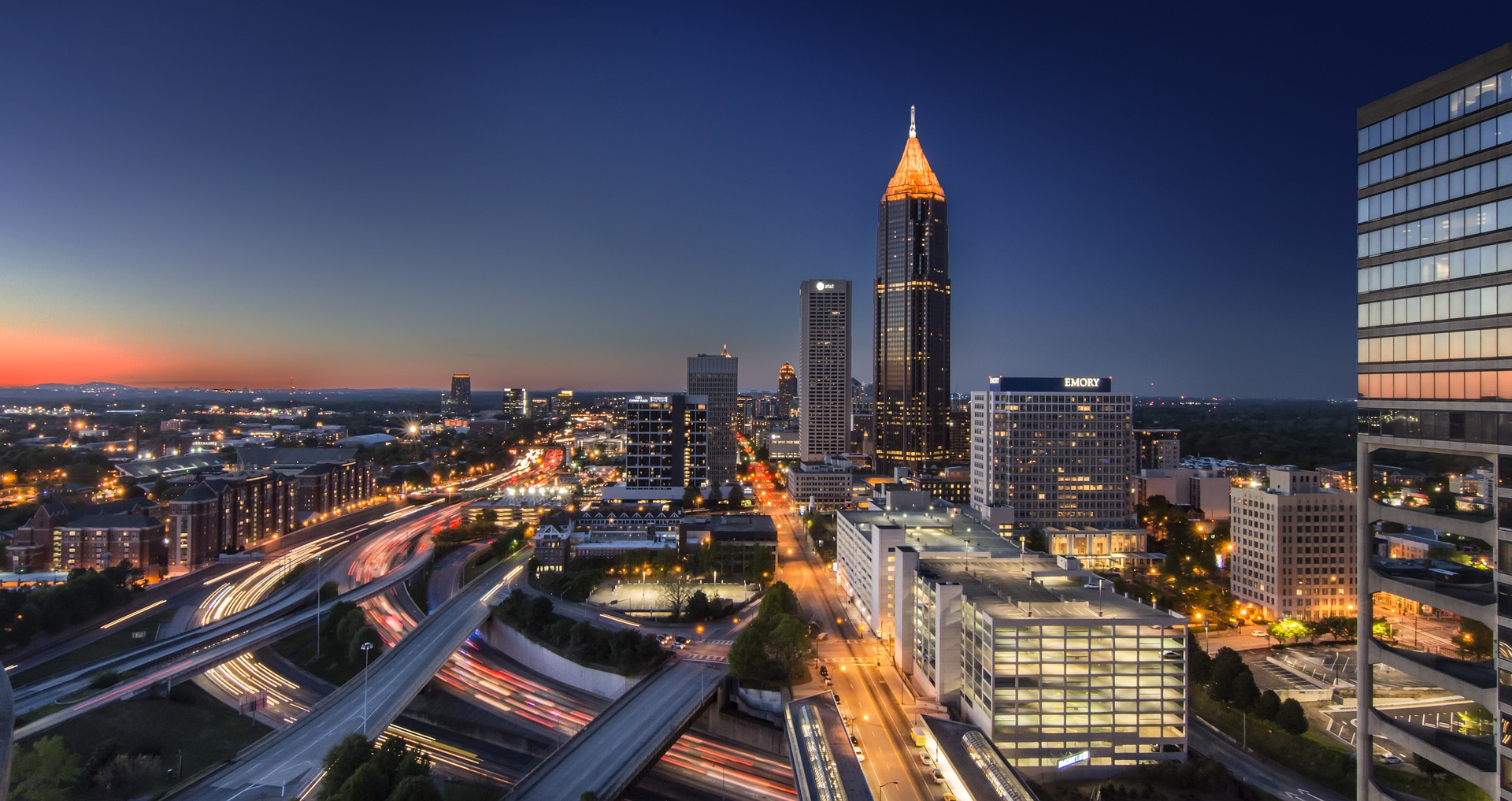

亞特蘭大都會區（Metro Atlanta）是美國喬治亞州的一個都會區，以亞特蘭大为中心都市，亦是美國第八大都會區。據2021年估計，亞特蘭大都會區有人口6,144,050人。